# Соловьёвское сельское поселение (Омская область)
Соловьевское се́льское поселе́ние — муниципальное образование в Полтавском районе Омской области Российской Федерации.
Административный центр — село Соловьёвка.

## История
Статус и границы сельского поселения установлены Законом Омской области от 30 июля 2004 года № 548-ОЗ «О границах и статусе муниципальных образований Омской области».

## Население
| 2010  | 2011  | 2012  | 2013  | 2014  | 2015  | 2016  |
| ----- | ----- | ----- | ----- | ----- | ----- | ----- |
| 1722  | ↘1715 | ↘1676 | ↘1649 | ↗1662 | ↘1648 | ↘1608 |
| 2017  | 2018  | 2019  | 2020  | 2021  | 2023  |       |
| ↘1584 | ↘1524 | ↘1439 | ↘1430 | ↗1458 | ↘1423 |       |

## Состав сельского поселения
| № | Населённый пункт | Тип населённого пункта       | Население |
| - | ---------------- | ---------------------------- | --------- |
| 1 | Лубянск          | деревня                      | 343       |
| 2 | Мечебилово       | деревня                      | ↘35       |
| 3 | Ольвиополь       | деревня                      | ↘164      |
| 4 | Смелое           | деревня                      | ↘131      |
| 5 | Соловьёвка       | село, административный центр | ↗1049     |